# ヘンリー・ディロン (第8代ディロン子爵)

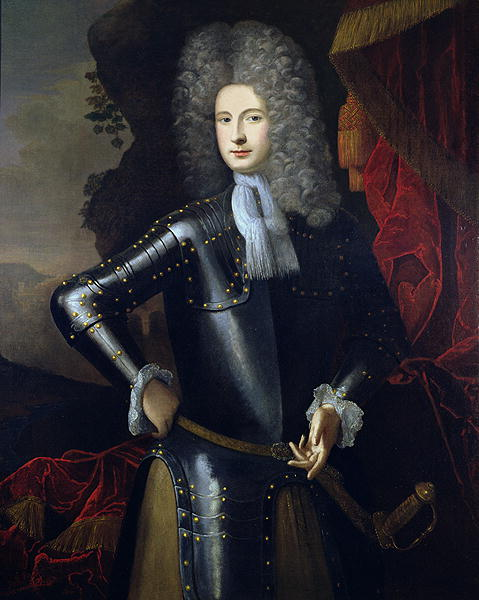
第8代ディロン子爵

第8代ディロン子爵ヘンリー・ディロン（英語: Henry Dillon, 8th Viscount Dillon、1714年1月13日没）は、アイルランド貴族。

## 生涯
第7代ディロン子爵セオバルド・ディロンとメアリー・タルボット（Mary Talbot、1691年9月7日没、サー・ヘンリー・タルボットの娘）の息子として生まれた。
1689年にジェームズ2世がアイルランド議会を招集したとき、ウェストミーズ選挙区の代表としてアイルランド庶民院議員を務めた。
ロスコモン統監、ゴールウェイ総督を歴任、ジェームズ2世率いるアイルランド王国陸軍では歩兵連隊の隊長を務めた。
1691年7月12日に父がオーグリムの戦いで戦死すると、ディロン子爵の爵位を継承した。同年のリメリック包囲戦で母を失った。父は死去から2か月前の1691年5月11日に私権剥奪されたが、第8代ディロン子爵はその解除に奔走し、1694年6月20日に父の私権剥奪の取り消しに成功、アイルランド貴族院議員に就任することができた。
1714年1月13日にダブリンで死去、23日にメイヨー県バリーハウニスで埋葬された。息子リチャードが爵位を継承した。

## 家族
1687年7月、フランシス・ハミルトン（Frances Hamilton、1751年11月16日没、サー・ジョージ・ハミルトンの娘）と結婚、1男をもうけた。
- リチャード（1688年 – 1737年） - 第9代ディロン子爵、子供あり